# اليوم الدولي للقضاء على العنف على المرأة
حددت الجمعية العامة للأمم المتحدة  يوم 25 نوفمبر «اليوم العالمي للقضاء على العنف على المرأة» (القرار 54/134)، فمن المفترض أن يكون الهدف من ذلك اليوم هو رفع الوعي حول مدى حجم المشكلات التي تتعرض لها المرأة حول العالم مثل الاغتصاب والعنف المنزلي وغيره من أشكال العنف المتعددة؛ وعلاوة على ذلك فإن إحدى الأهداف المُسلط الضوء عليها هو إظهار أن الطبيعة الحقيقية للمشكلة لا تزال مختفية. وفي العام 2014 كان الموضوع الرسمي، المصاغ من قبل مبادرة الأمين العام للأمم المتحدة والمسماة ب(الاتحاد لإنهاء العنف على المرأة)، هو لوّن جارك باللون البرتقالي.
أما بالنسبة لعام 2018، فكان الشعار الرسمي للحملة «لوّن العالم بالبرتقالي:#اسمعني_أنا_أيضاً»، إذ يمثّل اللون البرتقالي مستقبلاً مشرقاً وعالماً خالياً من العنف الموجّه على النساء والفتيات. وتضمنت الحملة 16 يوماً من النشاط، روت فيهم نساء عديدات قصصاً عن معاناتهن من العنف الموجّه، كما سلّطت الحملة الضوء على نساء ورجال شجعان يعملون على تمهيد الطريق لعالم أفضل، وأكثر أمان ومساواة، وذلك تحت الشعار ورابطة الهاشتاغ المذكورين.

## نبذة تاريخية
| قصة اليوم الدولي للقضاء على العنف ضد النساء بدأ مع ثلاث شقيقات، هن باتريسيا وماريا وأنطونيا، وهن من عائلة ميرابال، كان والدهن رجل أعمال ناجح وكن يعشن حياة الطبقة الميسورة المستقرة. تعرضن لعملية اغتيال وحشية في 25 نوفمبر 1960 في الدومينيكان، بأوامر من حاكمها وقتها رافاييل تروخيلو، بسبب كونهن معارضات سياسيا لنظام تروخيلو الذي ظل على هرم السلطة في بلاده حتى عام 1961، فارضا سيطرة مطلقة على البلاد. وبعد انهيار نظام تروخيلو، كرمت ذكرى الأخوات ميرابال، وقامت أختهن الرابعة المتبقية على قيد الحياة المسماة ديدي بتحويل المنزل الذي ولدن به لمتحف لشقيقاتها الراحلات يضم مقتنياتهن، إضافة للكتب والأفلام الوثائقية والسينمائية التي خلدت ذكراهن. وتكريما للأخوات ميرابال اللواتي أصبحن رمزا للمقاومة والنضال والبسالة في مواجهة العنف ضد النساء، قررت الجمعية العامة للأمم المتحدة في العام 1999 تخليد ذكراهن من خلال الاحتفال سنويا باليوم الدولي للقضاء على العنف ضد المرأة بالتزامن مع يوم وفاتهن. |
| — موقع الجزيرة نت |

يعود هذا التاريخ إلى عملية الاغتيال الوحشية في 1960 للأخوات (ميرابال) الناشطات السياسيات في جمهورية الدومنيكان، بأوامر من ديكتاتور الدومنيكان رافائيل تروخيلو (1930 - 1961). وفي عام 1981 حدد النشطاء في منظمة «Encuentros» النسائية بأمريكا اللاتينية ومنطقة البحر الكاريبي يوم 25 نوفمبر بأنه يوم مكافحة العنف على المرأة وزيادة الوعي به، وفي 17 ديسمبر 1999 أصبح التاريخ رسميًا بقرار الأمم المتحدة.
وكان للأمم المتحدة والاتحاد البرلماني الدولي دورٌ مُهمٌ في تشجيع الحكومات والمنظمات الدولية والمنظمات غير الحكومية لتنظيم أنشطة لدعم اليوم واعتباره محفلًا دوليًا. على سبيل المثال، تقوم هيئة الأمم المتحدة لتمكين المرأة والمساواة بين الجنسين برصد هذا اليوم من كل عام، وتقوم بتقديم مقتراحات للمنظمات الأخرى لرصده، وفي عام 2014 كان التركيز مُنصبًا على كيفية تجاوز العنف في جميع مجالات الاهتمام الحاسمة الإثني عشر الواردة في إعلان ومنهاج عمل بكين والذي يتم عامه العشرين في العام القادم.

قالت المديرة التنفيذية لهيئة الأمم المتحدة للمرأة (فومزيلي ميلامبو-Phumzile Mlambo-Ngcuka) في رسالتها بتاريخ 25 تشرين الثاني/نوفمبر 2014:
«في عام 1995 منذ 20 عامًا، اجتمعت 189 حكومة في بكين، وقاموا باعتماد منهجًا يُحدد استراتيجيات رئيسية للحد من العنفِ على المرأة، وتمكين المرأة، وتحقيق المساواة بين الجنسين، فالوعود منذ 20 عاما لا تزال صالحة الآن، ويجب علينا أن نتكاتف سويًا لجعل 2015 عامًا يُمثل بداية النهاية لعدم المساواة بين الجنسين، لقد حان وقت العمل».
وقال الأمين العام للأمم المتحدة (بان كي مون) في رسالته عام 2013:
«أُرحب بالنداءات الداعية إلى وضع حدًا للعنف والذي يؤثر على امرأة واحدة من بين كل ثلاث نساء في حياتها اليومية، كما أحيي القادة الذين يساعدون على سن القوانين والتغيير، كما أشيد بكلِ الأبطال في جميع أنحاء العالم الذين يقدمون يد العون للضحايا ومساعدتهم على الشفاء، وتجاوز مِحنتهم ليصبحوا فيما بعد أسبابًا وعوامل للتغيير».

### أستراليا
دشنت أستراليا حملة حول «اليوم العالمي للقضاء على العنف على المرأة».

## مسيرات

### 2017
احتشدت المسيرات بمئات المشاركين في بوغوتا، وباريس، وروما، وتظاهر الآلاف في سان خوسيه وكوستاريكا وليما، وفي تركيا تظاهر أكثر من ألف متظاهر في مسيرة محظورة في إسطنبول، ثم أنهت الشرطة المسيرة سلميًا.

### 2018
أشار المنظمون إلى مشاركة حوالي 150 ألف شخص في روما في مسيرة ني أونا دي مينو الثالثة، وهي النسخة الإيطالية من من حركة ني أونا مينوس الأرجنتينية (وتعني ولا إحداهن أقل)، في اليوم العالمي للقضاء على العنف على المرأة وعلى مرسوم بيلون، والتي انطلقت من ساحة الجمهورية (بيازا ديلا ريببليكا) لساحة سان جيوفاني، وكانت الرئيسة السابقة لمجلس النواب، لورا بولدريني، من بين المشاركين في هذه المسيرة.
في الخامس من شهر ديسمبر/كانون الأول ضمن حملة الـ16 يوماً لمنهاضة العنف على المرأة، أصبحت قرية ميثي في باكستان مثالاً عن انعدام زيجات الأطفال تماماً، بعد أن تعهّد أفراد المجتمع فيها برفض زواج كهذا.
وفي الخامس والعشرين من نوفمبر/تشرين الثاني ضمن برنامج الحملة ذاتها، أضاء اللبنانيون كلاً من القصر الرئاسي، وبناء المفوضية الوطنية للنساء اللبنانيات، ومعابد بعلبك الأثرية، وغيرها من المباني باللون البرتقالي، كما رعت نساء الأمم المتحدة في مصر بالتعاون مع المجلس الوطني للنساء فيها حدث نشاطياً في اليوم ذاته في فندق بيت مينا لإعلان انطلاق حملة الـ16 يوماً، وأُضيئت أهرامات الجيزة باللون البرتقالي، وحضر هذا الحدث ما يزيد عن 100 ضيف من وكالات متعددة للامم المتحدة، وسفارات، ومنظمات مجتمع مدني وآخرين.

## إحصائيات عن العنف على المرأة

### أستراليا
نُشرت مقالة في آذار/مارس عام 2013 على المنصة الإلكترونية (الحوار)، بعنوان «إنهاء العنف على المرأة يعد أمرًا جيدًا للجميع»، بمناسبة الاحتفال باليوم العالمي للمرأة في ذلك العام. زعم المقال أنه، بينما الاعتقاد الأسترالي السائد أن العنف على المرأة الأسترالية أقل حِدة بالمقارنة مع الدول الأخرى؛ لكن مكتب الإحصائيات الأسترالي قد كشف في تقرير أن هناك امرأة من بين كل ثلاث نساء أستراليات سيتعرضن للعنف في حياتهن، في حين أنه بنسبة 23٪ إلى 28٪ سيتعرضن لأذى جنسي أو عاطفي. جاءت تلك الإحصاءات في تقرير نشر عام 2005 بعنوان «دراسة السلامة الشخصية في أستراليا».

قُدمت المقالة بواسطة (Linda Murray) و (Lesley Pruitt)، بها المزيد من الإحصاءات الخاصة بأستراليا:
«يُعد العنف هو السبب الرئيسي للمرض والوفاة والإعاقة للمرأة الأسترالية الذين تتراوح أعمارهم بين 15 و44، كما أنه المسؤول عن المزيد من المرض والوفيات المبكرة أكثر من أي سبب آخر يمكن الوقاية منه مثل السمنة وارتفاع ضغط الدم أو التدخين».
يُشير المقال إلى الخطة الوطنية للحد من العنف على المرأة وأطفالها للفترة 2010-2022 التي نشرتها الحكومة الأسترالية في سبتمبر / أيلول 2012، وهي كما يلي:
تحدد الخطة الوطنية إطار عمل على مدى الأعوام الـ 12 المُقبِلة، وتُوضّح هذه الخطة التزامات أستراليا بدعم حقوق الإنسان للمرأة الأسترالية من خلال اتفاقية القضاء على جميع أشكال التميز ضد المرأة، وإعلان القضاء على العنف على المرأة.
في سبتمبر 2014، أصدرت مؤسسة تعزيز الصحة الأسترالية «VicHealth» نتائج مواقف المجتمع الوطنية تجاه دراسة العنف على المرأة، وكانت هذه الدراسة الثالثة من سلسلة الدراسات التي أجرت، حيث يرجع تاريخ الأولى إلى عام 1995، والثانية عام 2009، وجُمّعت المعلومات بواسطة مقابلات هاتفية مع أكثر من 17500 من الرجال والنساء الأستراليين الذين تتجاوز أعمارهم 16 عامًا، كما نوه إلى إستمرار الحاجة لأنشطة وقائية في المستقبل.

### إيطاليا
تشير أحدث البيانات المأخوذة من المعهد الإيطالي للإحصائيات إلى لجوء ما يزيد عن 49 ألف امرأة للمراكز المناهضة للعنف عام 2017 طلباً للمساعدة، وكان لدى 63.7% منهن أطفال جميعهم تقريباً قواصر، وشكلت نسبة الأجنبيات منهن 27%، علماً أن 29 ألف امراة منهنّ كانت قد قاست العنف لأمد طويل.

## يوم حقوق الإنسان
إنّ 10 كانون الأول/ديسمبر من كل عام هو يوم حقوق الإنسان، تسبقه فعاليات حملة الـ 16 يومًا للقضاء على العنف على المرأة، تبدأ تلك الحملة من 25 تشرين الثاني/نوفمبر إلى 10 كانون الأول/ديسمبرمن كل عام

## العنف على المرأة جائحة عالمية
أشارت الهيئة العامة للأمم المتحدة للعنف على المرأة بأنه جائحة عالمية بعدة أشكال، سواء كان جسدياً، أم جنسياً أم نفسياً، ويطرأ في كل من الأماكن العامة والخاصة، وعرّفته عام 1993 في إعلان القضاء على العنف على المرأة بأنه أي فعل عنيف قائم على النوع الاجتماعي يؤدي إلى، أو يُحتمل أن يؤدي إلى، أذى جسدي، أو جنسي، أو ذهني أو معاناة للنساء، بما يتضمن التهديد بأفعال كهذه، والإكراه أو حرمان المرأة اعتباطياً من حريتها، سواء على صعيد شخصي أو عام.

## وصلات خارجية
- اليوم العالمي للقضاء على العنف على المرأة
- قل لا للعنف على المرأة